# 妙本寺

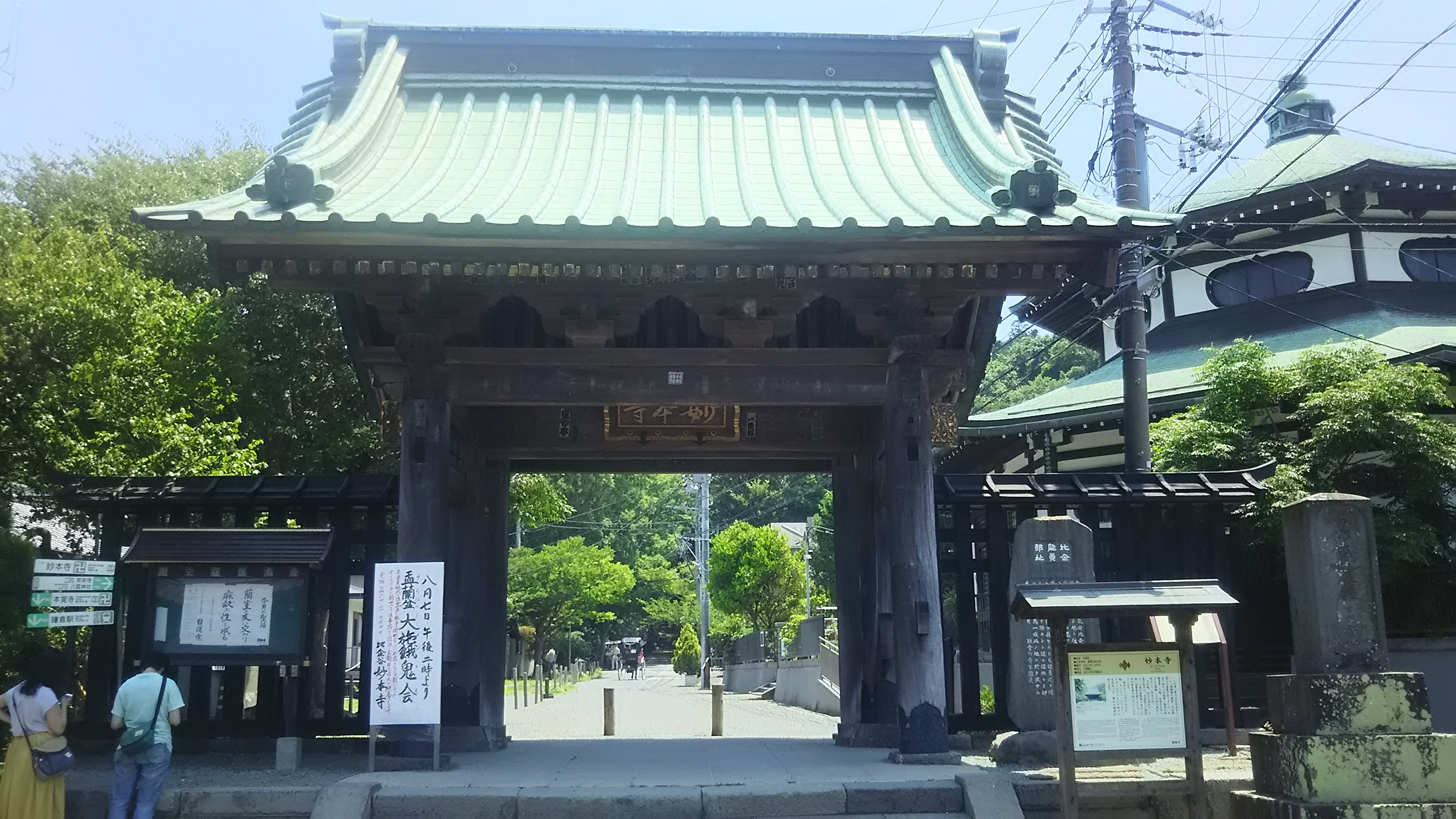
妙本寺總門

妙本寺（日语：妙本寺、みょうほんじ）是位於日本神奈川縣鎌倉市大町的一座佛寺，也是日蓮宗的本山。山號是長興山。妙本寺的前身是日蓮在1260年創建的法華堂。1941年之前，妙本寺和池上本門寺之間維持一人住職管理兩個寺廟的「兩山一首制」。

## 外部連結
- 日蓮宗霊跡本山 比企谷妙本寺 公式サイト （页面存档备份，存于）